# En Vivo En Niceto Club: 15 Años
A mediados de 2014 presenta su álbum en vivo, grabado en el local Niceto de Buenos Aires, titulado "15 años".

## Lista de canciones
Toda la música compuesta por Mimi Maura. 
| N.º     | Título                                           | Duración |  |
| 1.      | «Sinnerman»                                      | 3:26     |  |
| 2.      | «Misterio»                                       | 3:31     |  |
| 3.      | «I'm Gonna Lock My Heart and Throw Away the Key» | 2:39     |  |
| 4.      | «Jamás estuvo aquí»                              | 3:21     |  |
| 5.      | «Soledad»                                        | 4:09     |  |
| 6.      | «Mírame mal si querés»                           | 3:16     |  |
| 7.      | «Al borde del tiempo»                            | 4:58     |  |
| 8.      | «La huella»                                      | 4:02     |  |
| 9.      | «Adiós a los tiempos»                            | 4:00     |  |
| 10.     | «Todos los días de sol»                          | 4:51     |  |
| 11.     | «Martes»                                         | 4:33     |  |
| 12.     | «Esa noche tu vida cambió»                       | 6:12     |  |
| 13.     | «Quemapuentes»                                   | 5:12     |  |
| 14.     | «Mi ciudad»                                      | 3:26     |  |
| 15.     | «Yo no lloro más»                                | 3:15     |  |
| 16.     | «Judge Not»                                      | 2:34     |  |
| 17.     | «La herida»                                      | 3:02     |  |
| 1:06:36 |                                                  |          |  |

- Datos: Q30914196